# 坂本幸
坂本 幸（さかもと こう、寛政8年（1796年） - 弘化3年6月10日（1846年8月1日））は、土佐藩郷士・坂本直澄の娘。母・坂本久は井上好春の娘。
直澄の一人娘として生まれ、坂本家に男子が授からなかったため、やむなく直澄は土佐郡潮江村の郷士・山本家より養子を迎えた。幸の夫となる坂本直足である。のち、その間に2男3女をもうける。直陰（龍馬）は次男にあたる。墓所は高知市山手町の坂本家墓所。
名前の読み方については一般的に「こう」であるが、資料によっては「さち」「ゆき」と表記されているものもある。

## 人物
- 幼い頃より猫を愛した。眠る折も猫を懐に抱いていたという。その由縁か、龍馬を懐妊していたときも、猫を抱いていたため、生まれた男児の背中に黒々と毛が生えていた、という言い伝えが残る。また懐妊中、体内に風に翻るように火を吹く龍が飛び込んでいった夢を見たことから、自ら「龍馬」と呼ぶようになった、とも伝えられる。

- 結婚した年齢が15歳か16歳。

- 長男・直方を授かったときは10代と若かったが、龍馬を身ごもったときは40歳を前にしていた。次女の栄を出産したあたりからすでに母乳が出なかったとも言われている。よって、邸内には多くの乳母が出入りしていた。龍馬が出生した折は、おやべという乳母が保育にあたった。年の離れた末っ子の龍馬を、幸はとくに可愛がったため、一時、乳母おやべとの間に確執があったと言われる。だが、龍馬とおやべとの仲は悪いものではなかった。後年、龍馬の残した書簡のなかに、年老いたおやべに宛てたもの、またおやべの身を気遣う文面が残されていることがその証拠である。

- 美しく賢明な女性で、子育てに関しては、5人兄妹の子供たちに時には厳しさと優しさ育む教育を施していた[1]。

- 幸の外曾孫の弘松宣枝は「温厚、貞節、能く良夫に事へ」[2]

## 登場作品
漫画
- 『お〜い!竜馬』（原作：武田鉄矢、作画：小山ゆう）
- 『竜馬がゆく』（原作：司馬遼太郎、漫画：鈴ノ木ユウ）

テレビドラマ
- 『龍馬伝』（2010年、NHK大河ドラマ 演：草刈民代）

テレビアニメ
『お〜い!竜馬』（1992年、NHK総合テレビ、声：池田昌子）

## 関連人物
- 坂本直足
- 坂本龍馬
- 坂本乙女